# Capítulo dos
Capítulo dos (en inglés Chapter Two) es una película de comedia dramática romántica de Metrocolor estadounidense de 1979 dirigida por Robert Moore, producida por Ray Stark y basada en la obra de Broadway del mismo nombre escrita por Neil Simon en 1977. Estuvo protagonizada por James Caan y Marsha Mason.

## Sinopsis
George Schneider es un autor que vive en la ciudad de Nueva York cuyas horas están ocupadas por su trabajo, juegos de softbol en el parque y visitas de su hermano casado Leo, un agente de prensa que ha estado tratando de presentarle a George viudo a mujeres elegibles. Las emociones de George todavía están vivas por la muerte de su esposa, y sigue recordándola.
George recibe el número de teléfono de Jennie MacLaine, una actriz que Leo conoció recientemente a través de su amiga Faye Medwick, y lo marca accidentalmente con la intención de llamar a otra persona. Después de un intercambio incómodo, llama repetidamente a Jennie para explicarle por qué llamó, aunque ella deja en claro que ella tampoco tiene interés en una cita a ciegas. La persistencia de George hace que ella acepte su propuesta de una cita de "cinco minutos", cara a cara. Si eso no va bien, promete dejarla en paz.

## Reparto
- James Caan como George Schneider
- Marsha Mason como Jennie MacLaine
- Joseph Bologna como Leo Schneider
- Valerie Harper como Faye Medwick
- Alan Fudge como Lee Michaels
- Judy Farrell como Gwen Michaels
- Debra Mooney como Marilyn
- Isabel Cooley como mujer de la oficina
- Imogene Bliss
- Barry Michlin
- Ray Young como Gary
- Greg Zadikov como Waiter
- Paul Singh (como Dr. Paul Singh)
- Sumant a
- Cheryl Bianchi como la chica electricista

## Reconocimiento
| Año  | Premio        | Categoría                         | Nominado/a     | Resultado |
| ---- | ------------- | --------------------------------- | -------------- | --------- |
| 1980 | Premios Oscar | Mejor Actriz                      | Marsha Mason   | Nominada  |
| 1980 | Golden Globes | Mejor Actriz de Comedia o Musical | Marsha Mason   | Nominada  |
| 1980 | Golden Globes | Mejor Actriz de Reparto           | Valerie Harper | Nominada  |